# Louise Dorothea Sophia van Brandenburg

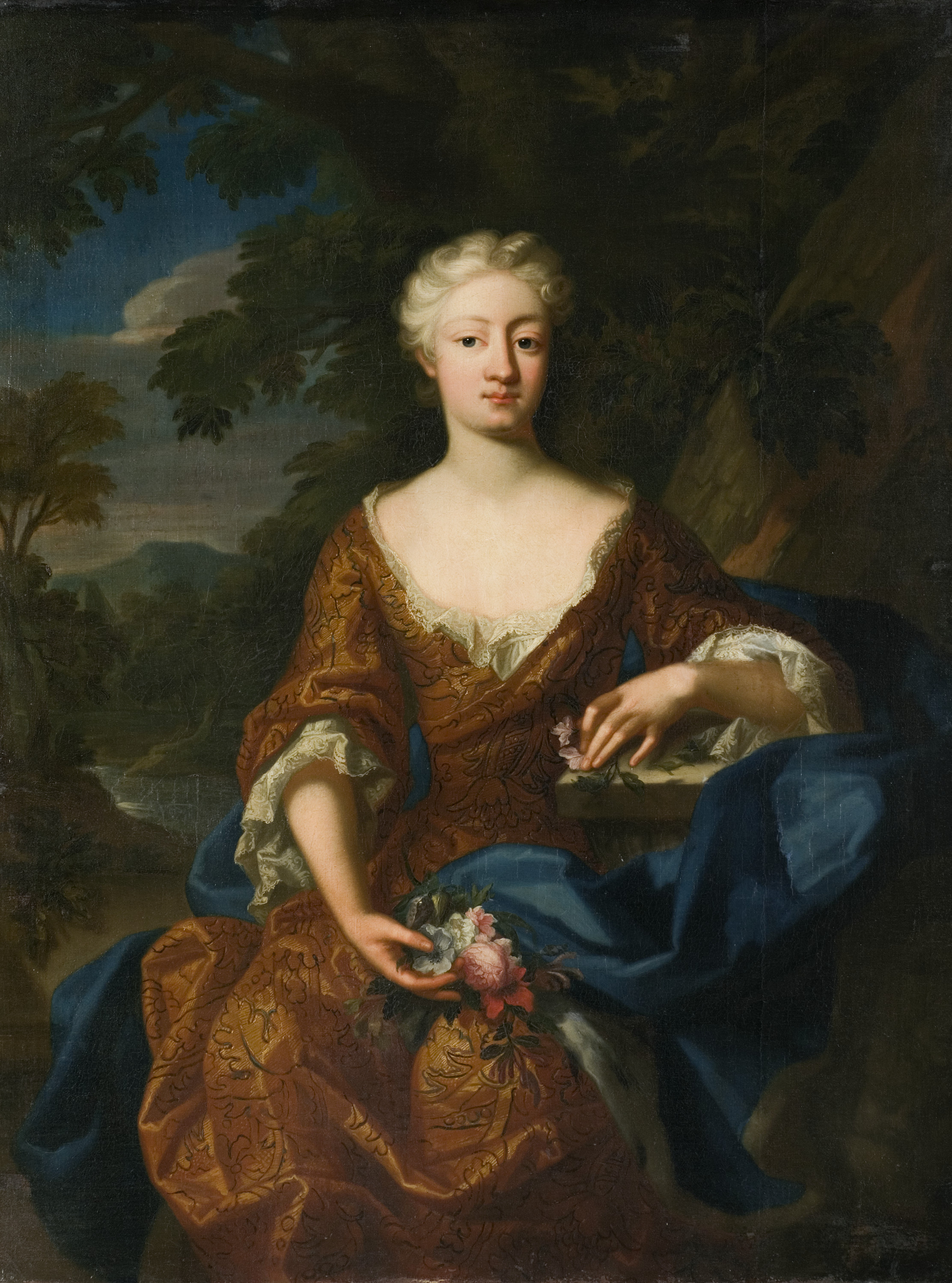
Louise Dorothea Sophia van Brandenburg

Louise Dorothea Sophie (Berlijn, 29 september 1680 – Kassel, 23 december 1705) was prinses van Brandenburg. Ze was een dochter van koning Frederik I van Pruisen en Elisabeth Henriëtte van Hessen-Kassel.
Op 31 mei 1700 huwde zij te Berlijn met haar neef Frederik van Hessen-Kassel (1676 – 1751), de latere koning Frederik I van Zweden. Dit huwelijk bleef kinderloos.